# 대한민국의 자기부상열차 개발
대한민국의 자기부상열차 개발은 1980년대부터 본격적으로 시작된 대한민국의 자기부상열차 개발사를 다룬다.

## 1980년대
1988년 6월 25일, 과학기술처(現과학기술정보통신부)는 한국기계연구소(現한국기계연구원)을 통하여 2005년까지 약 8,500억 원을 투입하는 39개 대형 연구개발 프로젝트 수행 계획이 담긴 '기계분야 국가 대형 프로젝트 선정과 추진 전략'을 마련하였다. 이 전략에는 '고속자기부상열차'가 1990년 초에 착수될 대형 프로젝트로 소개되어 있다. 1988년, 한국기계연구소가 마련한 '21세기의 육상해상항공 교통수단 개발계획'은 서울~부산을 1시간대에 주파하는 자기부상열차 개발을 제안하였다.
1988년 7월부터 현대정공은 열차 모형 제작에 돌입, 1989년 7월부터 8인승 열차 개발에 착수하였다.
1989년, 한국기계연구원은 기계연구소·전기연구소·해사기술연구소 등 30여 명의 정부출연연구소 연구원들로 자기부상열차 국책연구사업단을 출범시켜 본격적인 자기부상열차 개발에 착수하였다.

## 1990년대
과기처는 1990년부터 2001년까지 총 3,290억 원을 투입하여 1988년 마련한 공업 기반 기술개발 과제로 선정된 자기부상열차 연구개발 사업을 추진하기로 하였다. 주요 계획은 1993년까지 시험용 모델 개발, 1997년까지 시속 100km급 대도시용 자기부상 고가열차 독자모델 실용화, 이후 500km급 초고속형 고유모델을 개발하고 최종 단계로 실용화 기술을 개발하는 것이었다.
1990년 12월 22일, 한국전기연구소(現한국전기연구원)가 국내 최초로 3t급 KOMAG-01을 개발하여 20m 궤도의 시험 주행에 성공하였다. KOMAG-01은 상전도 흡인식으로, 주요 제원은 중량 1.8t, 최고시속 40km이다.
1991년, 대우중공업은 13인승의 자기부상열차를 개발하였다. 이후 1년이 지난 1992년 10월 27일, 대우중공업과 한국기계연구원 자기부상열차 국책연구사업단이 독일·일본·영국에 이어 세계 네 번째로 개발한 시험용 자기부상열차 DMV-92가 경기도 안양시의 100m 시험 선로를 왕복하는 데 성공하였다. DMV-92는 선로가 2km 이상일 시 궤도에서 1cm 부상하여 최고시속 110km까지 달릴 수 있다. 3개의 부상추진체(모듈)를 하나로 연결하여 제작되었다. 이후, DMV-92 개발을 토대로 1995년을 목표로 150명 수용, 시속 150km급의 상업용 열차 개발 연구에 들어갔다.
현대정공은 8인승 열차 개발에 착수한 지 1년 4개월 만에 HML-02를 개발하였다. 이 열차는 무인 원격 자동제어가 가능하게 제작되었다.
1993년 3월 30일, 현대정공은 HML-01과 HML-02에 이어 1993 대전엑스포에 전시·운행할 HML-03을 제작하였다. 주요 제원은 40인승, 중량 25t, 최대시속 150km로, 레일 위를 12mm 떠서 달리도록 설계되었다. 부품 국산화율은 85% 이상이다. 이후 미국 라스베이거스시가 계획하였던 라스베이거스 공항~시청 자기부상열차 노선에 현대정공 열차 투입을 제의, 이에 현대정공도 수출 방안을 검토하였다.
과학기술처(現과학기술정보통신부)는 1997년까지 시속 100km급의 도시형 자기부상열차를 실용화하는 계획을 수립하였다.
1994년 4월, 기계연 자기부상열차사업단은 한국형 자기부상열차를 본격 개발하기 위하여 68억 1,200만 원의 예산을 투입하여 대전에 1995년 말 완공을 목표로 총연장 1km의 시험선로 건설 기공식을 가졌다. 당시 시험선로는 독일(32km)과 일본(8.5km)등 총 2개국만 보유하고 있었다.
1994년 6월, 현대정공과 기계연은 60억 원을 공동 투자, 도시형 실용화 자기부상열차를 개발하여, 2000년부터 실제 노선에 투입하는 계획을 세웠다. 현대정공은 차량을, 기계연은 선로등 시스템 체계 개발을 맡기로 합의하였다.
1995년, 기계연은 부산발전연구원에 용역을 의뢰하여 '부산권 도시형 자기부상열차 실용화 추진을 위한 조사'를 실히사혔다. 이후 기계연 자기부상열차사업단과 부산발전연구원은 열차 시범노선 설치를 추진하였다. 이에 현대정공이 적극적인 참여 의사를 표명하였다.
대한민국 최초의 도시형 자기부상열차 실용화모델은 1997년 시험 주행에 성공한 UTM-01이다. UTM은 Urban Transit Maglev의 약자로 '도시형 자기부상열차'라는 의미이다. 1994년 5월부터 한국기계연구원과 현대정공이 공동 개발하였으며, 부품 국산화율은 95%이다. 주요 제원은 량당 최대 110명 수용, 설계 최고속도 시속 110km이다. 차체는 박스형이며, 알루미늄 소재를 사용하여 차량 중량을 최소화시켰다. 또한, 선형유도방식등을 채택하여 도시의 외곽·중심을 순환하는 중저속의 경전철 차량에 적합하게 개발되었다. 속도 110km/h은 당시 독일과 일본 등 주요국들의 고속열차보다 속도가 느린 편이었기에, 자기부상열차는 당시 경전철을 대체하는 쪽으로 상용화하는 방향으로 개발이 진행되었다.

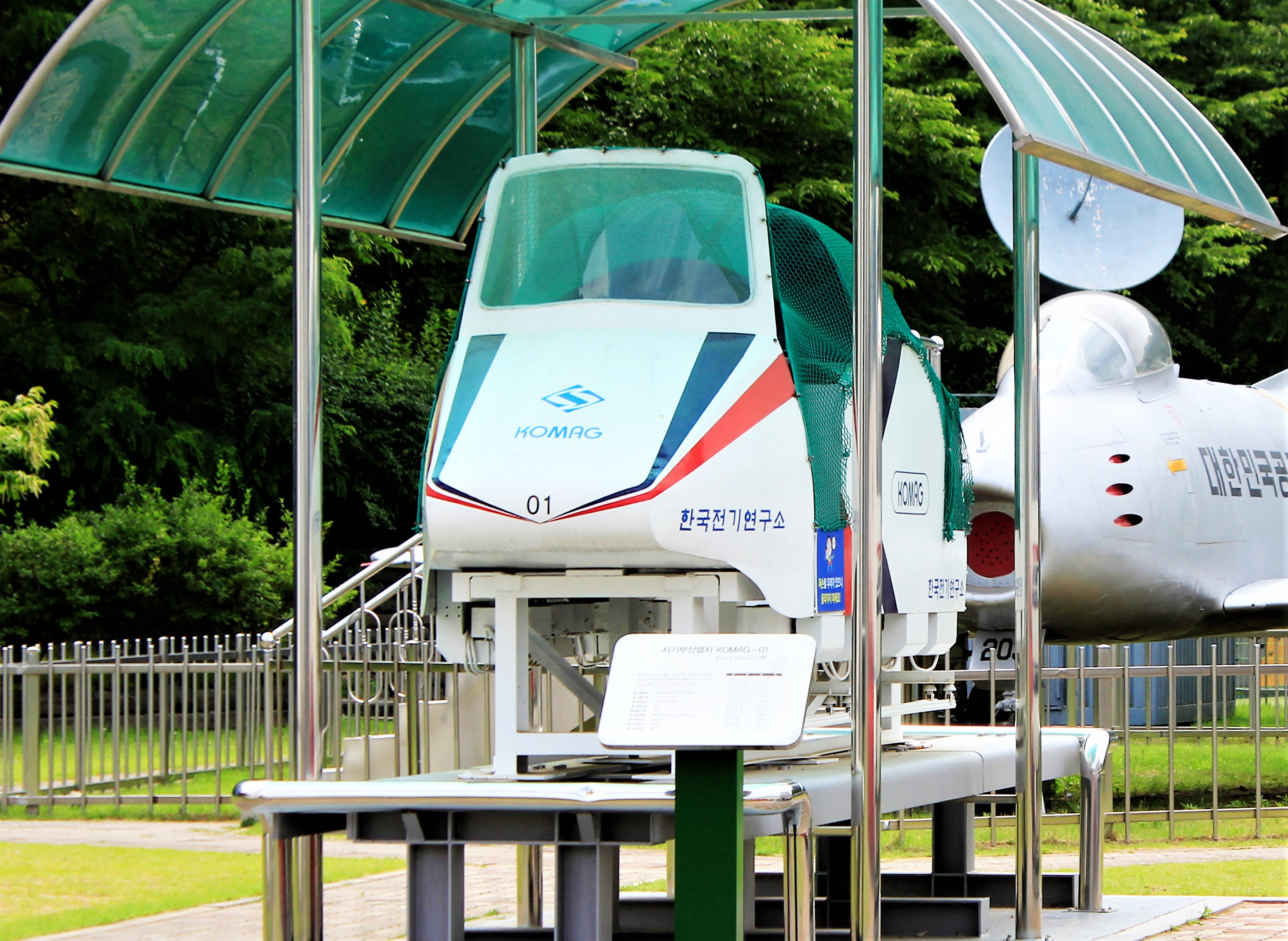
KOMAG-01 (1990년)
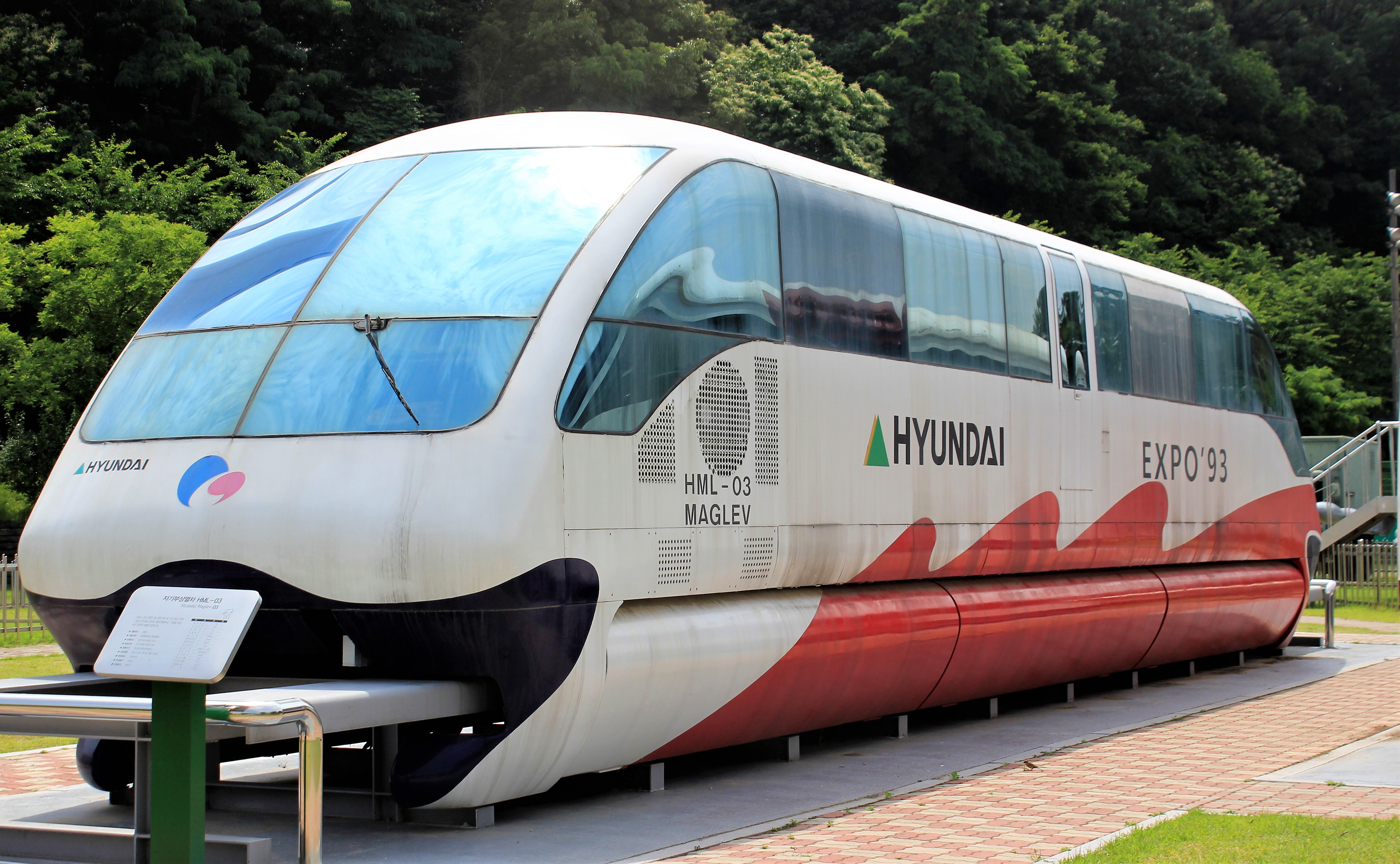
HML-03 (1993년)
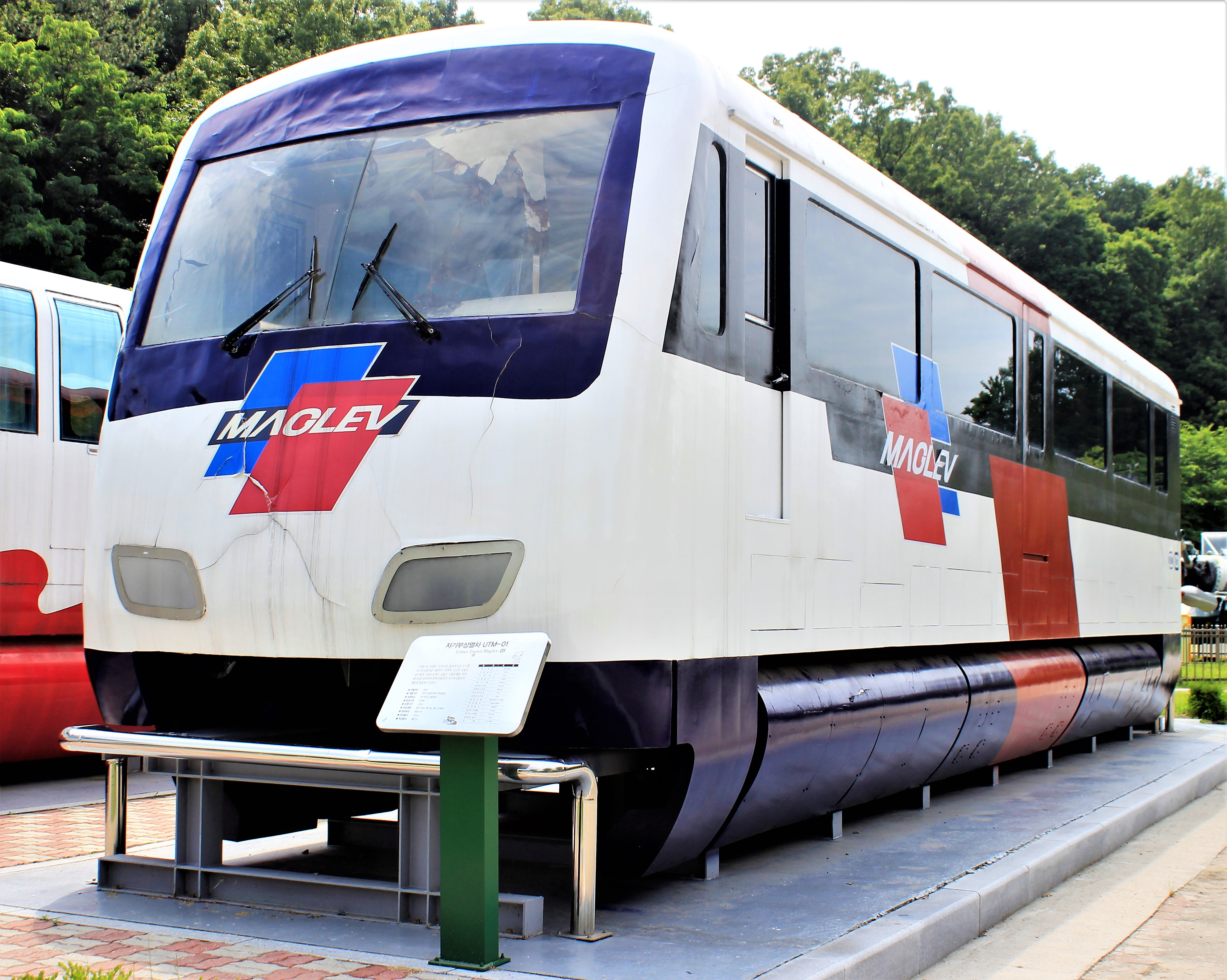
UTM-01 (1997년)

## 2000년대
2006년, 현대로템이 한국기계연구원의 기술을 기반으로 제작한 UTM-02는 시속 110km급의 실용화 모델로, 개발을 통하여 원천 기술을 확보하게 되었다. 이 차량을 사용하는 국립중앙과학관 자기부상열차의 엑스포역↔과학관역 1km 구간이 2008년 4월 21일 개통되었다.

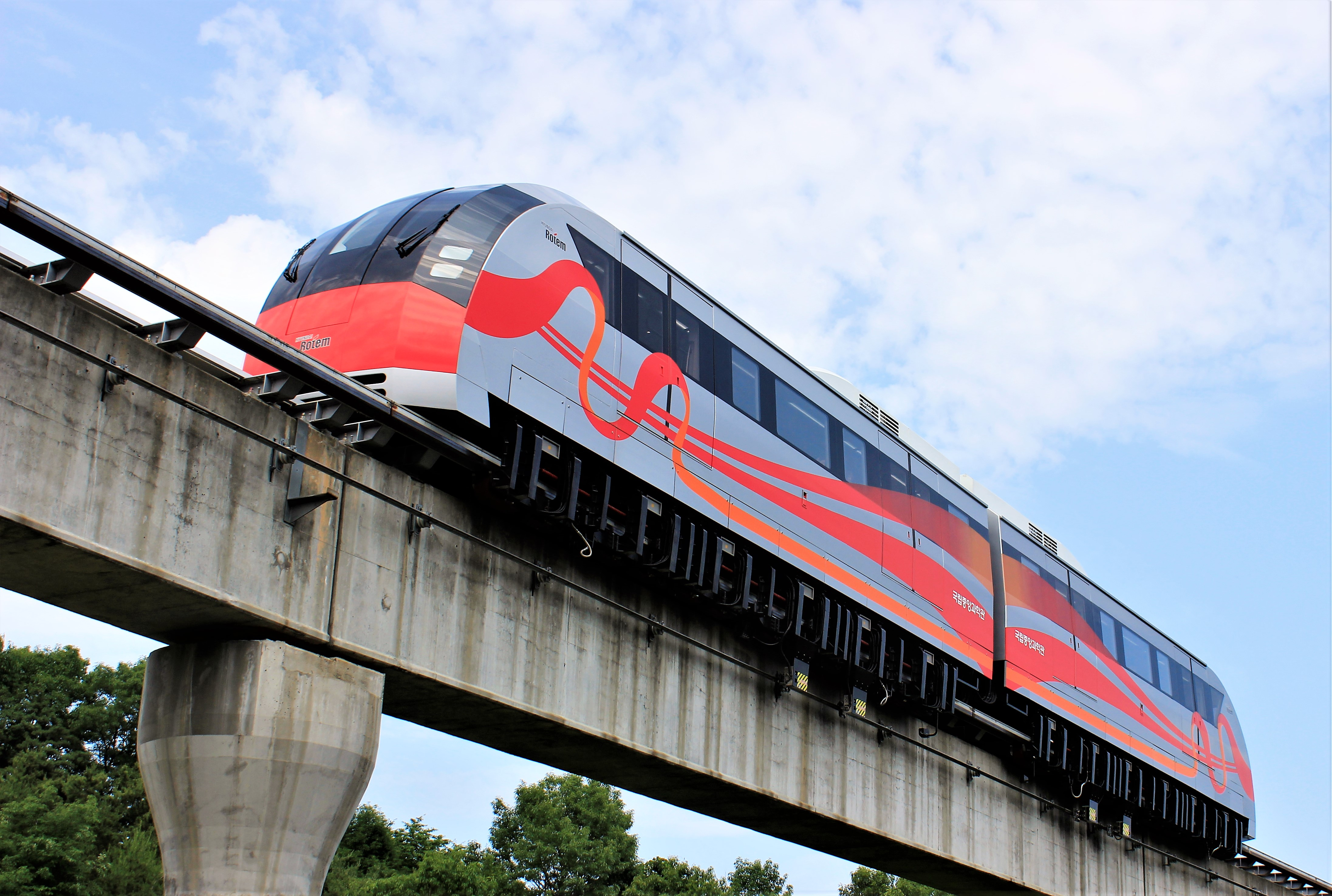
주행 중인 UTM-02
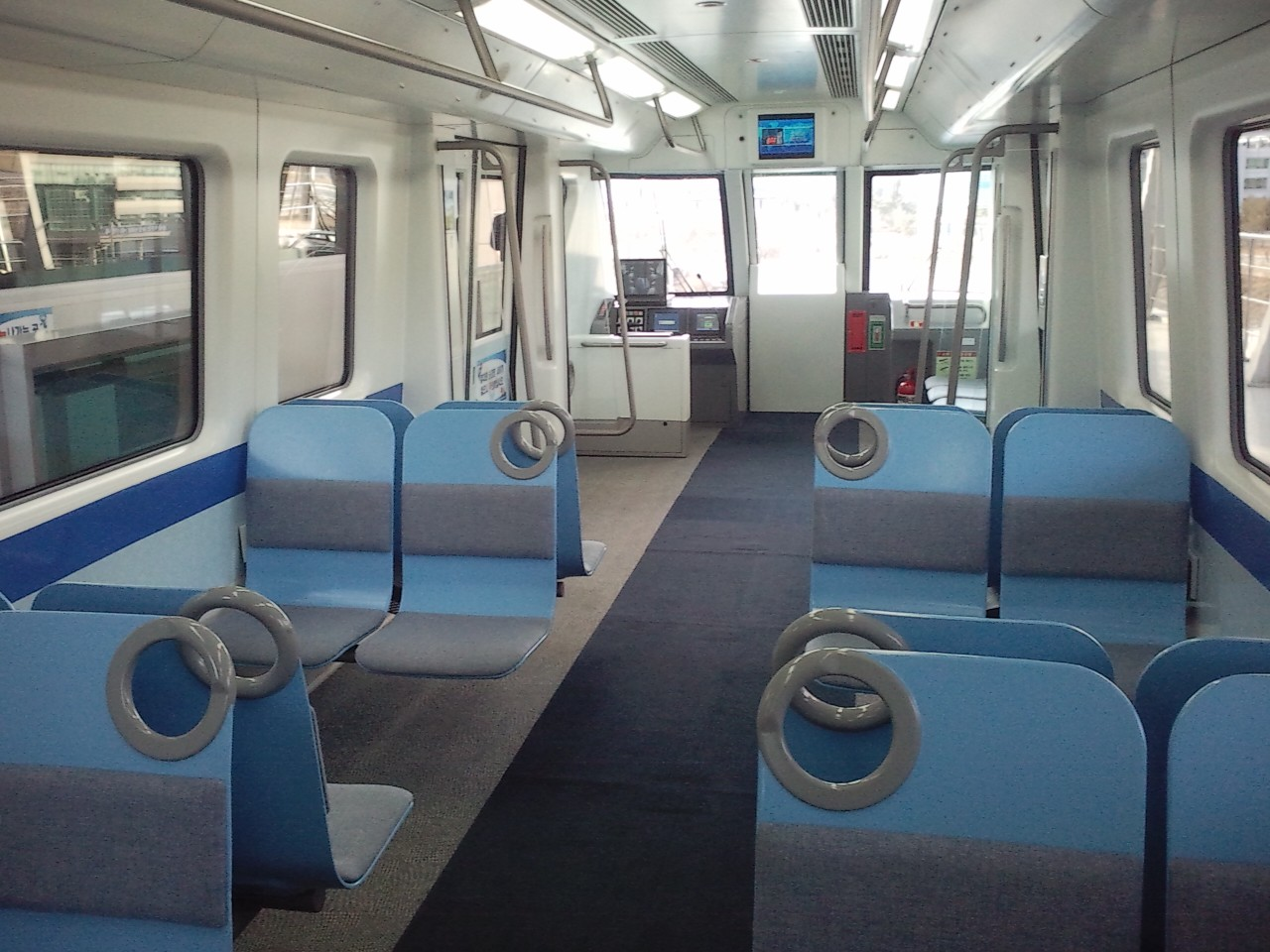
UTM-02의 내부
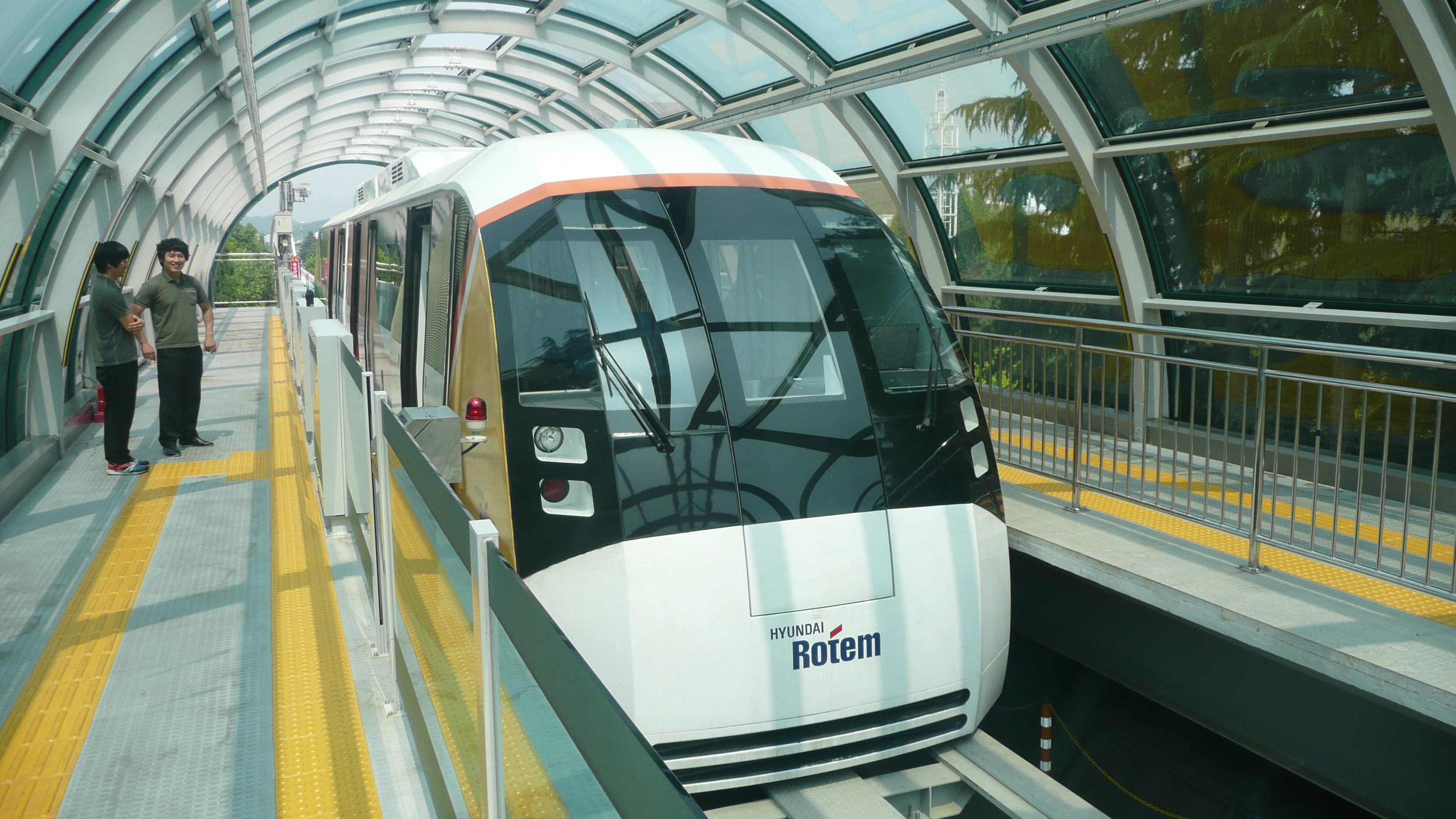
UTM-02의 전면부

2006년 12월 21일, 건설교통부(現국토교통부)는 기계연과 협약을 체결하여 국내 첫 도시형 자기부상열차 시범노선 건설 사업에 본격 착수하였다. 사업 개요는 2006년 말부터 2012년까지 4,500억원을 투입하여 도시형 자기부상열차의 자동운전 시스템을 개발, 7㎞ 구간에서 시속 110㎞급 열차를 시범 운행하는 것이다. 시범 운행 노선에는 대전·부산·인천·대구·익산(전북) 등이 유치를 희망하였다. 2007년 1월 31일, 대형국가연구개발실용화사업의 '도시형 자기부상열차 실용화 사업단'이 기계연에서 개소식을 가짐으로써, 건설교통부 총괄 주관 아래 과학기술정보통신부·산업자원부(現산업통상자원부)의 협조로  본격적인 사업 개발에 돌입하였다. 실용화 사업단은 시범노선 건설과, 시운전, 실제 영업운전 등을 담당하기 위하여 출범하였으며, 기계연·철도기술연구원·생산기술연구원·한국전기연구원·교통개발연구원,·산업기술시험원 등 주요 정부출연연구기관과 철도시설공단·로템 등 26개 기관에서 300여명의 전문가가 참여하였다.
국내 첫 도시형 자기부상열차를 시범노선 인천 영종도에 유치하는 것으로 2007년 6월 26일 최종 결정되었다. 사업비 4,500억 원 중 국고 지원은 3,439억 원(69%), 나머지는 인천공항공사가 856억 원(25%), 시가 205억 원(6%)을 분담하는 것으로 되었다.

## 2010년대

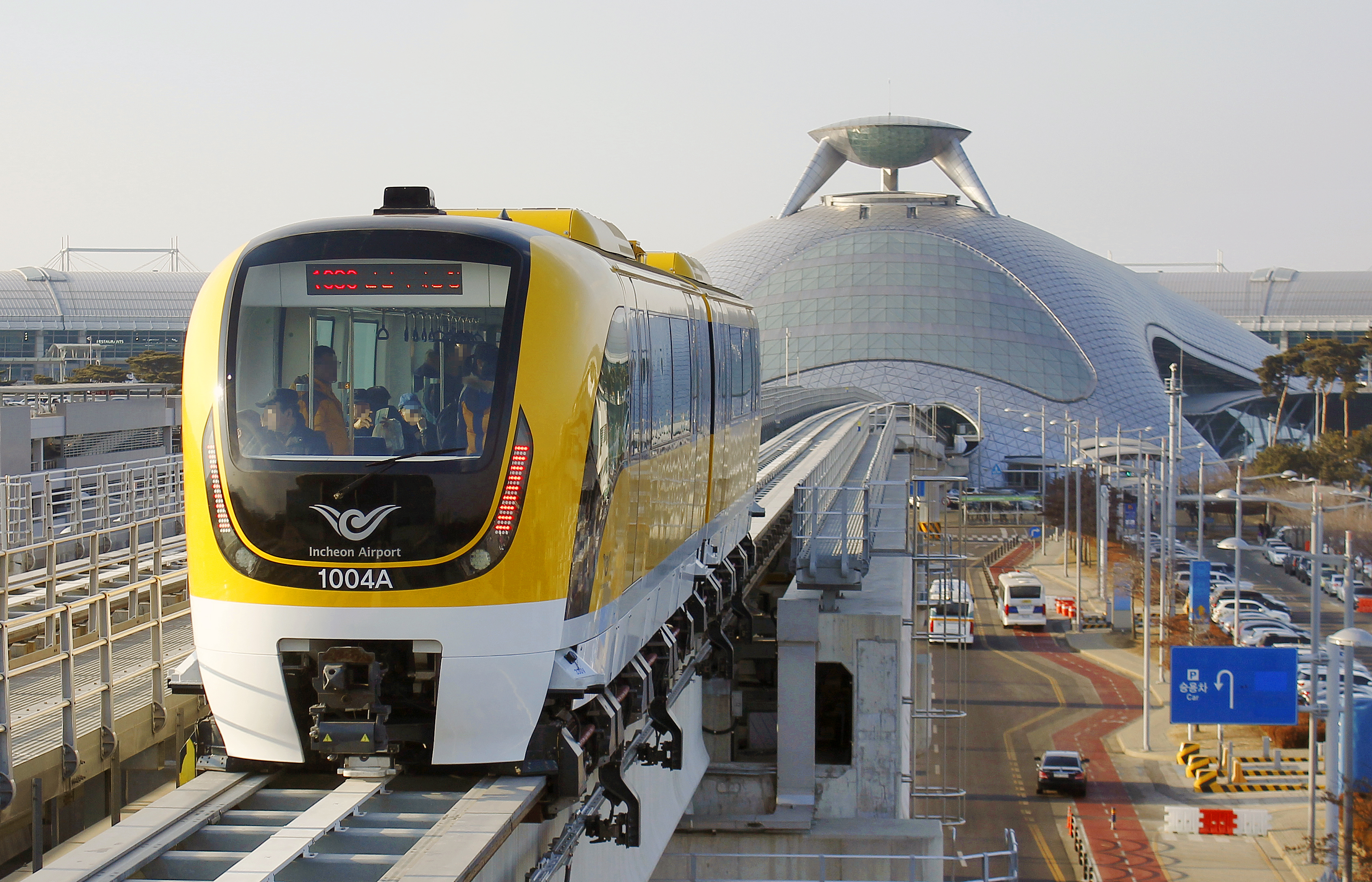
인천공항 자기부상철도의 에코비

2013년 11월부터 기계연은 러시아 레닌그라드주 계획도시에 예정된 18km 자기부상열차 구간에 대해 주정부와 기술이전을 논의하여왔다. 이후 2014년 1월, 기계연 연구진이 러시아 현지에서 기술이전을 위한 협의를 진행하였다. 같은 해 7월, 상트페테르부르크 자기부상열차 도입 추진을 위한 다자 간 협약을 체결하였다. 12월 15일, 러시아 지역발전위원회 일행이 인천국제공항 노선에 준공되어 시험 운행 중인 기계연 개발의 열차를 시승한 후 17일, 기계연을 방문하여 자기부상열차를 러시아로 수출하기 위한 국제 업무협약(MOU)을 체결하였다.
2014년 10월, 국립중앙과학관이 추진하여 왔던 국립중앙과학관 자기부상열차 노선 연장 방안이 무산되었다.
2016년 2월 3일, 세계 두 번째 도심 운행 무인형 자기부상열차 노선인 인천공항 자기부상철도 6.1km 구간이 개통되었다. 2006년 10월, 자기부상열차 실용화 사업계획을 확정한 후 9년 4개월 동안 인천공항 자기부상철도 사업에 4천억 원 이상의 사업비가 투입되었다. 전자석의 힘을 이용하여 선로 위에 8㎜ 높이로 떠서 이동하며, 운행 차량은 길이 12m, 폭 2.7m의 시속 110km급 에코비로 2량 편성 시 최대 230명까지 수용 가능하다.

## 2020년대
2022년 7월, 전동차 중정비로 인천공항 자기부상열차가 운행을 중단하였다.